# Соснин, Сергей Александрович
Сергей Александрович Соснин (21 мая [3 июня] 1911, Томск — неизвестно) — советский футболист (нападающий) и футбольный судья. Выступал за смоленский БВО (в 1935—1936) и горьковские «Крылья Советов» (в 1937), которые в эти годы не участвовали в чемпионатах СССР. В чемпионатах СССР играл в высшей лиге за ЦДКА в самом первом клубном первенстве страны, весеннем сезоне 1936 (1 матч), а также в осеннем сезоне того же года (2 матча). В 1950-х годах — футбольный арбитр, представлял город Горький. В частности, в 1951 году судил в роли линейного арбитра матч в Горьком местного «Торпедо» против своего бывшего клуба ЦДСА (0:5).